# ГЕС Hekni
ГЕС Hekni — гідроелектростанція на півдні Норвегії, за сотню кілометрів на схід від Ставангера та на дещо ближчій відстані на північ від Крістіансанна. Знаходячись між ГЕС Brokke (вище по течії) та ГЕС Iveland, входить до складу каскаду на річці Отра, яка впадає до протоки Скагеррак у Крістіансанні.
Станція не має власного великого сховища, проте вище по течії працює чимало резервуарів, найбільшим серед яких є Vatnedalsvatn. Забір води для ГЕС Hekni відбувається за допомогою греблі Tjurrmodammen, котра спрямовує ресурс у прокладений через лівобережний масив підвідний тунель довжиною 5,5 км.
Машинний зал обладнаний двома турбінами типу Каплан загальною потужністю 56 МВт, які при напорі у 38,5 метра забезпечують виробництво 239 млн кВт·год електроенергії на рік.
Відпрацьована вода повертається в Отру по відвідному тунелю довжиною 0,7 км.